# Årets idrottare
Årets idrottare är två priser som delas ut vid Svenska Idrottsgalan. Priserna delas ut av Svenska Idrottsakademin. Årets kvinnliga idrottare ges till den idrottskvinna vars samlade insatser under året meriterar henne till utmärkelsen Årets främsta kvinnliga idrottare. Priset Årets manlige idrottare ges till den idrottsman vars samlade insatser under året meriterar honom till utmärkelsen Årets främsta manlige idrottare.

## Vinnare
Årtalen avser det år Svenska Idrottsgalan ägt rum, i januari angivet år. Idrottsprestationerna har som princip gjorts föregående år.
| År   | Årets manliga idrottare | Sportgren      | Årets kvinnliga idrottare | Sportgren       | Ref   |
| ---- | ----------------------- | -------------- | ------------------------- | --------------- | ----- |
| 2000 | Lars Frölander          | Simning        | Ludmila Engquist          | Friidrott       |       |
| 2001 | Lars Frölander          | Simning        | Therese Alshammar         | Simning         |       |
| 2002 | Per Elofsson            | Längdåkning    | Annika Sörenstam          | Golf            |       |
| 2003 | Christian Olsson        | Friidrott      | Kajsa Bergqvist           | Friidrott       |       |
| 2004 | Christian Olsson        | Friidrott      | Annika Sörenstam          | Golf            |       |
| 2005 | Stefan Holm             | Friidrott      | Carolina Klüft            | Friidrott       |       |
| 2006 | Tony Rickardsson        | Speedway       | Anja Pärson               | Alpin skidsport |       |
| 2007 | Björn Lind              | Längdåkning    | Anna Carin Olofsson       | Skidskytte      |       |
| 2008 | Zlatan Ibrahimović      | Fotboll        | Anja Pärson               | Alpin skidsport |       |
| 2009 | Robert Karlsson         | Golf           | Emma Johansson            | Cykel           |       |
| 2010 | Zlatan Ibrahimović      | Fotboll        | Helena Jonsson            | Skidskytte      |       |
| 2011 | Marcus Hellner          | Längdåkning    | Charlotte Kalla           | Längdåkning     |       |
| 2012 | Marcus Hellner          | Längdåkning    | Therese Alshammar         | Simning         |       |
| 2013 | Zlatan Ibrahimović      | Fotboll        | Lisa Nordén               | Triathlon       |       |
| 2014 | Henrik Stenson          | Golf           | Abeba Aregawi             | Friidrott       |       |
| 2015 | Zlatan Ibrahimović      | Fotboll        | Charlotte Kalla           | Längdåkning     |       |
| 2016 | Johan Olsson            | Längdåkning    | Sarah Sjöström            | Simning         |       |
| 2017 | Henrik Stenson          | Golf           | Sarah Sjöström            | Simning         |       |
| 2018 | Daniel Ståhl            | Friidrott      | Sarah Sjöström            | Simning         |       |
| 2019 | Armand Duplantis        | Friidrott      | Sarah Sjöström            | Simning         |       |
| 2020 | Daniel Ståhl            | Friidrott      | Tove Alexandersson        | Orientering     | [ 1 ] |
| 2021 | Armand Duplantis        | Friidrott      | Linn Svahn                | Längdåkning     | [ 2 ] |
| 2022 | Armand Duplantis        | Friidrott      | Tove Alexandersson        | Orientering     | [ 3 ] |
| 2023 | Nils van der Poel       | Skridskoåkning | Sarah Sjöström            | Simning         | [ 4 ] |
| 2024 | Armand Duplantis        | Friidrott      | Sarah Sjöström            | Simning         | [ 5 ] |